# Cameroneta
Cameroneta is een geslacht van spinnen uit de familie hangmatspinnen (Linyphiidae).

## Soorten
De volgende soorten zijn bij het geslacht ingedeeld:
- Cameroneta longiradix Bosmans & Jocqué, 1983